# 三国山 (福井県・滋賀県)
三国山（みくにやま）は、福井県三方郡美浜町、同県敦賀市および滋賀県高島市の山塊である。高島トレイルのルートでもある。

## 由来
若狭国・越前国・近江国の分岐からその名がつけられた。

## 概要
赤坂山からは明王の禿と呼ばれる花崗岩が露出した稜線があり高島トレイルルートより200mほど北分岐した山頂に三等三角点がある。林道の黒河峠からの登山道と赤坂山からの登山道があり、周遊できる。

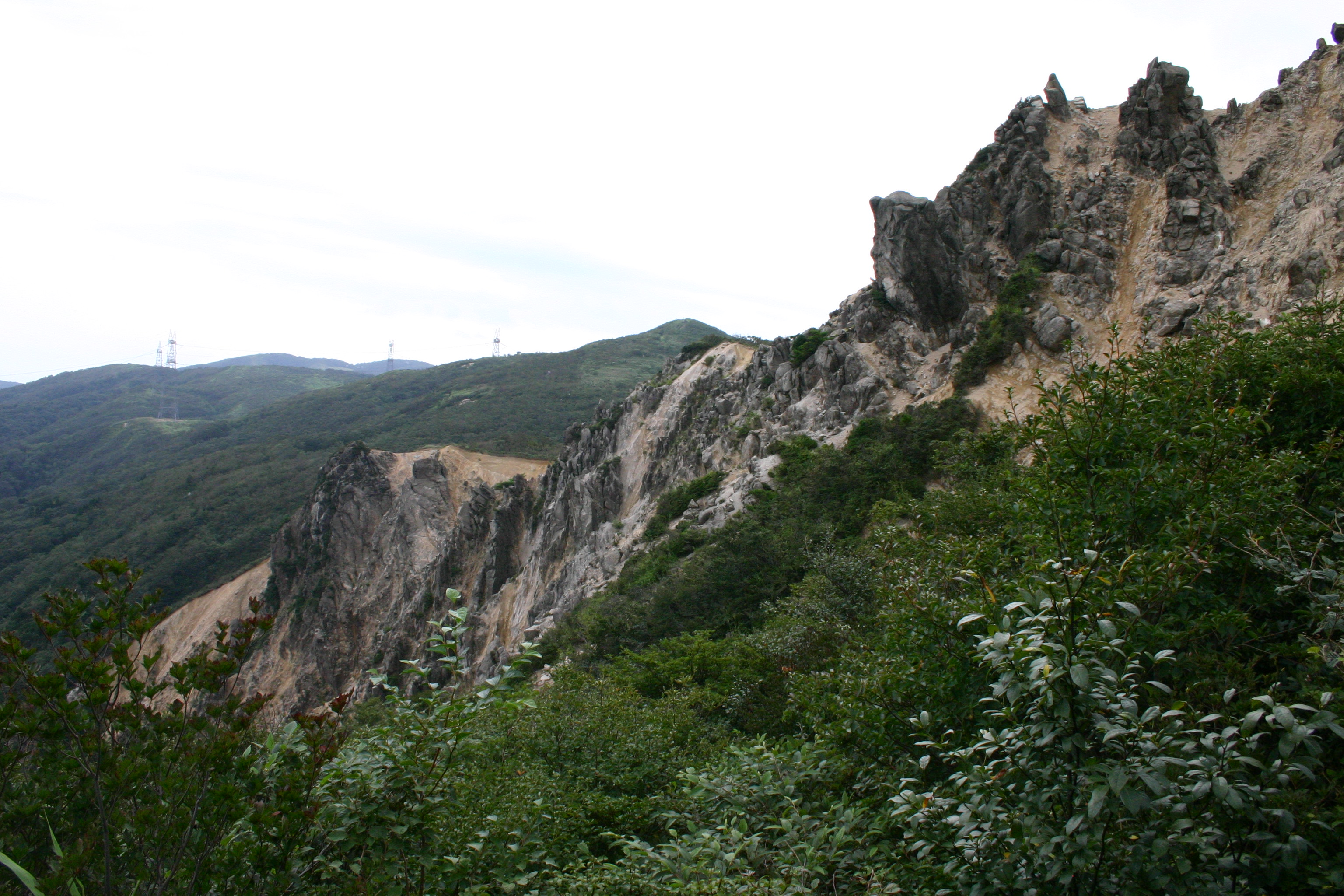
明王の禿